# Autonomiczne Podwozie Gąsienicowe
Autonomiczne, hybrydowe, pływające podwozie gąsienicowe – opracowane w latach 2008–2011, w ramach Projektu Rozwojowego NCBR nr O R00 0048 05. Wykonawcami było konsorcjum naukowo-przemysłowe składające się z Politechniki Śląskiej, Akademii Górniczo-Hutniczej w Krakowie i Huty Stalowa Wola SA. Celem, było opracowanie projektu uniwersalnego, pływającego podwozia gąsienicowego z napędem hybrydowym przeznaczonego głównie dla wojska, ale zdolnego także do realizacji innych zadań specjalnych.

## Konstrukcja
Jako bazę pojazdu wykorzystano zmodernizowane podwozie gąsienicowej lekkiej samobieżnej haubicy 2S1 Goździk. Dla zachowania wymaganej masy pojazdu podczas testów pływania, zachowano wieżę bez armaty. Całkowitą masę dopuszczalną ograniczono do 16 ton.
Zastosowano w nim mocniejszą jednostkę napędową: zamiast diesla produkcji rosyjskiej, JaMZ-238W o mocy 240 KM, zamontowano diesel SW-680T o mocy 300 KM. Z tą jednostką połączono przekładnię elektromechaniczną oraz dodatkowy, elektryczny układ napędowy o mocy 197 KM, wykorzystujący 2 silniki elektryczne z magnesami stałymi, zasilane agregatem prądotwórczym i bateriami.
Łączna moc układu napędowego wynosiła, w trybie pracy ciągłej, 421 KM, a w trybie pracy chwilowej – 640 KM. Zapewniało to wysoki jednostkowy wskaźnik mocy, odpowiednio 19,3 kW/t oraz 29,3 kW/t.
Zaprojektowany pojazd, zapewniał możliwość załogowego lub bezzałogowego sterowania pojazdem z wykorzystaniem pulpitu przenośnego z panelem LCD (z wykorzystaniem kamer i czujników GPS).
Konsekwencją hybrydyzacji systemu napędowego był też zaprojektowany hybrydowy elektromechaniczny układ jezdny, dający możliwość uzyskania dowolnego, bezstopniowego, precyzyjnie kontrolowanego promienia skrętu, nie wyłączając wykonywania skrętu w miejscu (tzw. pivot). Zastosowano, zmodyfikowane półaktywne zawieszenie z regulowanym poziomem tłumienia, z przekonstruowanym systemem napinania gąsienicy, zwiększającym możliwość sprawnego pokonywania trudnego terenu, przy zachowaniu wysokich prędkości jazdy.
Modułowe zawieszenie o regulowanej sztywności, dawało możliwość zwiększenia dopuszczalnej masy całkowitej pojazdu do 23 t.
Prędkość maksymalna pojazdu wynosiła ok. 75 km/h i była osiągana w trybie równoległego napędu hybrydowego. Czas przyśpieszenia do prędkości 32 km/h wynosił ok. 5 s.
Pojazd został zaprezentowany publicznie podczas MSPO 2012 w Kielcach. MON nie było jednak zainteresowane dalszym rozwijaniem konstrukcji do stadium prototypu pojazdu o określonym przeznaczeniu.